# Toutaïev
Toutaïev (en russe : Тутаев) est une ville de l'oblast de Iaroslavl, en Russie, et le centre administratif du raïon de Toutaïev. Sa population s'élevait à 39 837 habitants en 2020.

## Géographie
Toutaïev est arrosée par la Volga et se trouve à 35 km au nord-ouest de Iaroslavl et à 265 km au nord-est de Moscou.

## Histoire
En 1822, une ordonnance du tsar réunit Romanov, située sur la rive gauche de la Volga, et Borissoglebsk, sur la rive droite, pour former la ville de Romanov-Borissoglebsk (Романов-Борисоглебск). Romanov existait depuis le XIVe siècle et Borissoglebsk depuis le XVe siècle. En 1918, la ville fut rebaptisée Toutaïev en l'honneur d'un soldat de l'Armée rouge, I.P. Toutaïev (1899-1918).
La majorité de la population vit sur le côté droit de la rivière (l'ancien Romanov). Les quartiers de la ville les plus proches de la rive droite de la Volga ont beaucoup de vieilles maisons en bois et des bâtiments historiques (dont la superbe collégiale de la Résurrection), mais, encore loin de la rivière et remontant à l'époque soviétique, les immeubles d'appartements prédominent. Il n'y a pas de pont sur la Volga à Toutaïev, et l'on doit utiliser un bac, à défaut, aller jusqu'à Rybinsk ou Iaroslavl pour traverser la Volga en voiture. De petites barques à moteur traversent le fleuve avec des passagers piétons, surtout les jours d'affluence.

## Population
En 2001, la situation démographique de Toutaïev accusait un solde naturel négatif de 3,7 pour mille, avec un taux de natalité de 9,9 pour mille et un taux de mortalité de 13,6 pour mille.
Recensements ou estimations de la population
| 1856  | 1897* | 1913  | 1926*  | 1931   | 1939*  | 1959*  |
| ----- | ----- | ----- | ------ | ------ | ------ | ------ |
| 5 100 | 6 682 | 7 600 | 11 814 | 13 400 | 18 506 | 17 210 |

| 1970*  | 1979*  | 1989*  | 2002*  | 2010*  | 2012   | 2013   |
| ------ | ------ | ------ | ------ | ------ | ------ | ------ |
| 16 839 | 23 473 | 39 822 | 42 644 | 41 001 | 40 770 | 40 563 |

| 2014   | 2015   | 2016   | 2017   | 2018   | 2019   | 2020   |
| ------ | ------ | ------ | ------ | ------ | ------ | ------ |
| 40 380 | 40 296 | 40 404 | 40 441 | 40 154 | 39 883 | 39 837 |

## Patrimoine

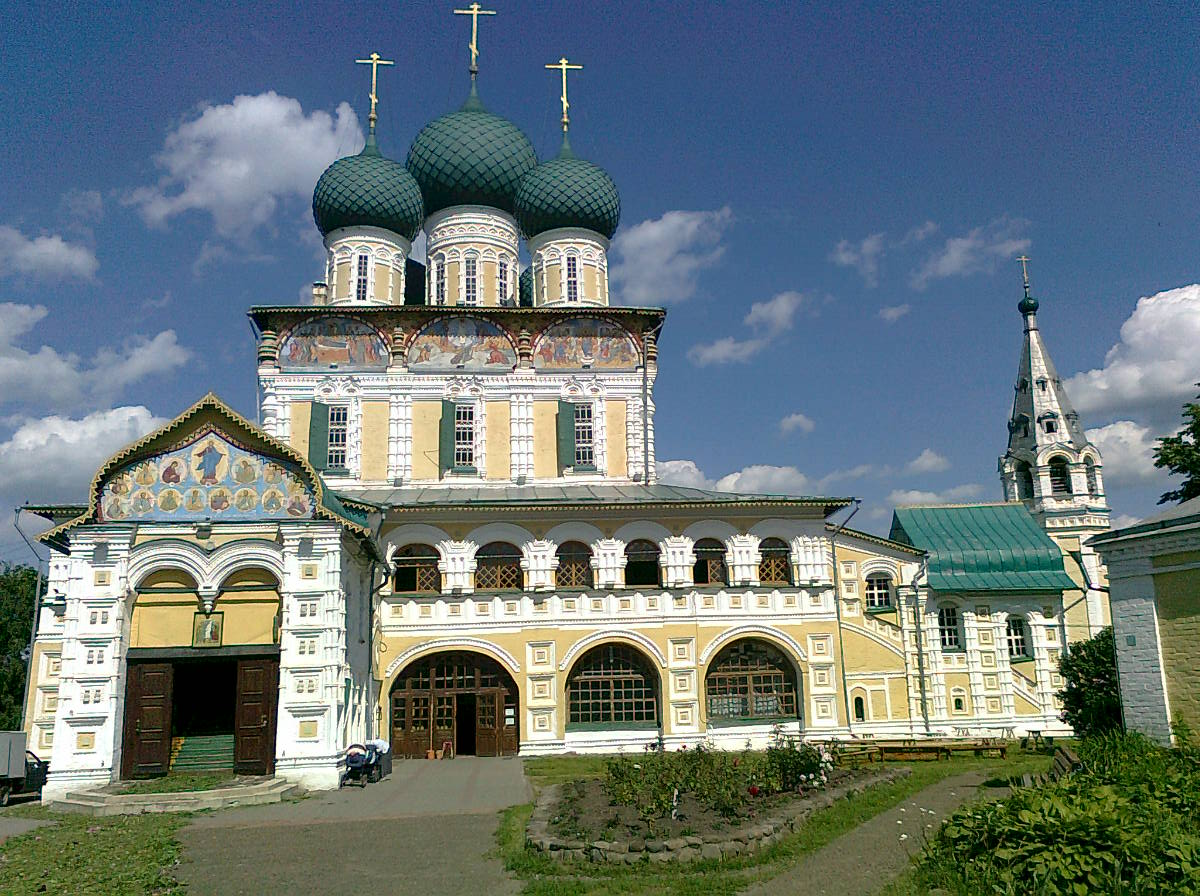
collégiale de la Résurrection

La rive gauche de la Volga compte plusieurs églises : la cathédrale de l'Élévation de la Croix(1658), l'église de la Transfiguration-Kazanski (1758), l'église de l'Archange-Saint-Michel (1746-1751), l'église de l'Intercession (Pokrovskaïa) (1674), l'église Saint-Tikhon (1911), l'église de l'Annonciation (Blagoveschensk) (1660), et l'église Leon'tevskaïa Voznessenskaïa (1795).
La rive droite est dominée par la collégiale de la Résurrection (XVIIe siècle).

## Économie
L'Usine de moteurs de Toutaïev, en abrégé TMZ (ОАО Тутаевский моторный завод) est l'un des plus grands fabricants de moteurs diesel pour camions et tracteurs de Russie et emploie 5 500 salariés. L'usine fabrique des moteurs de la gamme 350-500 CV ainsi que des boîtes de vitesses, des embrayages et des pièces détachées.